# ジェイアール東海ウェル
株式会社ジェイアール東海ウェル（ジェイアールとうかいウェル、英: JR Tokai Well Co., Ltd.）は、JR東海社内への印刷業務や発送物の封入事業や駅などに掲出するポスターなどの作成などを行っている、東海旅客鉄道（JR東海）の完全子会社（連結子会社）で特例子会社。

## 概要
- 本社所在地 愛知県名古屋市港区正徳町2-45-2
- 従業員数 125名（うち障害者80名）

## 沿革
- 2006年（平成18年）10月 - 設立
- 2008年（平成20年）4月1日 - 営業開始
- 2008年（平成20年）4月30日 - 「障害者の雇用の促進等に関する法律（障害者雇用促進法）」に基づく特例子会社の認定を受ける

## 定期印刷物
- 『月刊 JR東海』 - JR東海社内報
- 『おれんじ』 - JR東海グループ共通社内報

なお、JR東海系列の出版社ウェッジが刊行し、東海道新幹線グリーン車シートポケット据え付けの『Wedge』は図書印刷、『ひととき』は凸版印刷による。